# Китани, Минору
Китани Минору (яп. 木谷 實 Китани Минору, 25 января 1909 — 28 декабря 1975) — японский профессиональный игрок в го, неоднократный победитель японских го-турниров. Основатель личной школы го, отобравший и воспитавший множество талантливых игроков.

## Биография
Китани Минору родился 25 января 1909 года в Кобэ. Занимался го с детства, в 1921 году приехал в Токио и стал учеником Тамэдзиро Судзуки, 9 дан. К 1924 году достиг уровня 1 дана, к 1926 поднялся до третьего (весной 1926 получил 2 дан, а уже осенью того же года — 3). В 1927 году он добился 4 дана. В знаменитом матче против игроков конкурирующей профессиональной организации «Кисэйся» он победил восемь противников подряд. В 1929 — получил 5 дан, в 1933 — 6 дан, в 1935 — 7 дан. Из действующих профессиональных игроков больший уровень в то время имел только Хонъимбо Сюсаи, Мэйдзин.
В 1929 году Китани впервые познакомился и встретился в матче с Го Сэйгэном. В 1933 стала известна разработанная этими двумя игроками теория «новых фусэки» — нетрадиционных для японского го начал партии. Это привело к существенному обновлению и обогащению теории игры, появлению большого количества новых дзёсэки. Тогда же Китани женился на Михару — дочери хозяина гостиницы в курортном местечке Дзигоку-дани провинции Синсю, где, как говорили любители го (эта версия отражена в романе «Мэйдзин» Ясунари Кавабаты), Китани и Го Сэйгэн и разработали новые дебюты. Китани Михару в го не играла, она занималась семьёй и детьми. Всего в семье выросло семеро детей, часть из которых стала мастерами го высокого ранга.
В тридцатые годы Китани много играл в турнирах и матчах, неоднократно выигрывал турнир Оотэаи. В 1937 году он, не проиграв ни одной партии, выиграл отборочный турнир сильнейших профессионалов, победитель которого должен был провести матч с самым именитым из японских игроков того времени — Хонъимбо Сюсаи, Мэйдзином. Правда, постоянный соперник Го Сэйгэн в турнире участия не принимал.
Этот матч, организованный газетой «Токио Нити-Нити» (ныне — «Майнити») имел особое значение для японского го — последний наследственный Хонъимбо и последний из старых Мэйдзинов играл свою последнюю официальную партию с лучшим из новых японских профессионалов. Матч из одной партии продолжался беспрецедентно долго, с 26 июня по 4 декабря 1938 года, с перерывом в три месяца, который был сделан из-за болезни Мэйдзина. Он вошёл в историю го как «Прощальная партия». Из-за возникавших по ходу матча организационных проблем он несколько раз был под угрозой срыва, но, тем не менее, его удалось довести до конца. Китани Минору победил с перевесом в 5 очков, подтвердив, что он является сильнейшим из игроков Японии. Этой партии посвящён роман лауреата Нобелевской премии, японского писателя Ясунари Кавабаты — «Мэйдзин».
В 1939 году Китани встретился в матче из десяти партий с Го Сэйгэном и проиграл 4:6 — с самого начала матча у него не заладилась игра, а когда он начал побеждать, было уже поздно. В 1941 году участвовал в отборочном турнире на матч за титул Хонъимбо. Считался, наряду с Го Сэйгэном, наиболее вероятным претендентом на титул, но, к удивлению многих, до финала не добрался (как, впрочем, и Го Сэйгэн).
В 1942 году получил 8 дан. Продолжал выступать довольно успешно, в 1947, 1953 и 1959 годах становился претендентом на титул Хонъимбо, но так и не завоевал его. В 1954 году перенёс мозговой инсульт, однако смог восстановиться и продолжал играть ещё десять лет. В 1956 году получил 9 дан. В 1956 занял вторую, в 1957 — третью позицию в рейтинге лучших игроков газеты «Асахи». В 1957 выиграл титул «Высший ранг» (сейчас титул не существует), в 1958 повторил это достижение, в 1959 был претендентом, но титул взять не смог. В 1960 стал победителем Кубка NHK, в 1961 вышел в финал Кубка NHK.
В 1964 году во время турнира его состояние резко ухудшилось, он вынужден был прекратить играть и с тех пор больше не выступал, посвятив себя ученикам.
Умер в декабре 1975 года.

## Китанидодзё

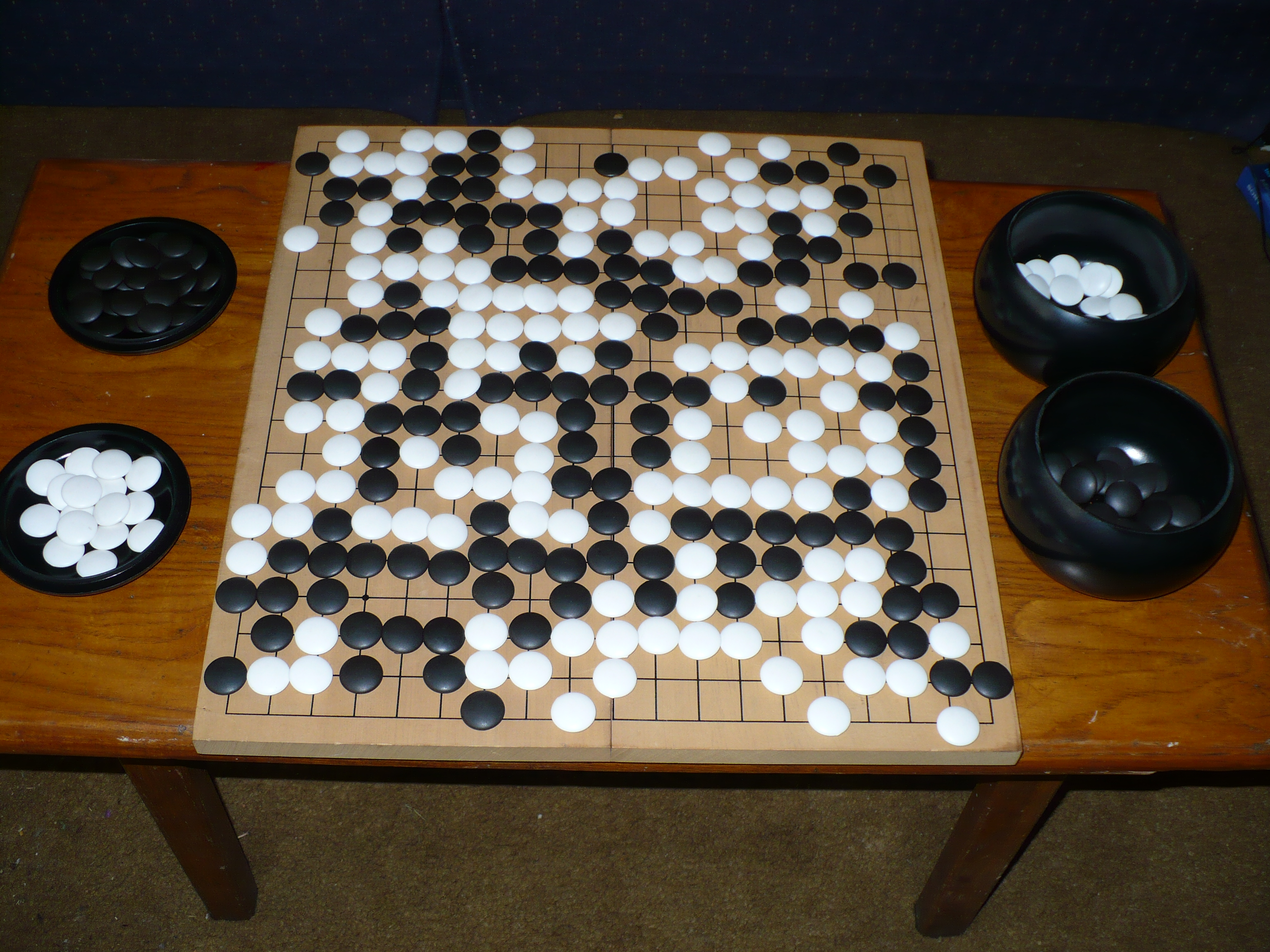
Разложенная на гобане партия 1958 года Китани Минору против Го Сэйгэна

Помимо внушительных личных достижений в го, Китани Минору остался в истории игры как выдающийся учитель, основавший самую успешную школу го XX века (по меньшей мере, в Японии). Как большинство высококвалифицированных профессионалов, Китани занимался подготовкой учеников. Но, кроме обычных занятий с приходящими учениками, с начала 1930-х годов в доме Китани постоянно жили несколько учеников, которых он отбирал из детей, с ранних лет проявивших заметные способности к го. Фактически Китани возродил существовавшую с давних времён практику семейных школ го, когда ученики жили у мастера в доме, практически на правах его собственных детей, одновременно и учась, и помогая по хозяйству. Через ту же школу прошли и собственные дети мастера. Школа Китани Минору получила название «Китани додзё» — по аналогии со школами боевых искусств.
Занимались в школе с утра до вечера. Главным наставником был сам Китани Минору, в последние годы, когда здоровье учителя серьёзно ухудшилось, его заменял Кадзивара Такэо, 9 дан. Распорядок дня школы был жёстким:
- 06:00 — подъём.
- 06:00-07:00 разбор профессиональных партий.
- 07:00 — гимнастика под радиотрансляцию.
- 07:30 — завтрак.
- 08:00 — школа.
- 15:00-17:00 — завершение занятий в школе, лёгкая еда, затем занятия спортом.
- 17:00-18:00 — ужин, уборка помещений и мытьё посуды.
- 18:00-21:00 — игра и обсуждение игр.
- 22:00 — отбой.

Фактически главой школы была жена учителя, Китани Михару. Именно она занималась бытовыми и хозяйственными вопросами, сам Китани Минору только учил го. По воспоминаниям учеников, в школе не ставилось условия обязательного достижения учениками высоких результатов. Учитель стремился как можно большему научить, а от учеников требовалось усердие и дисциплина. Внутренняя конкуренция была лучшим стимулом к самосовершенствованию. Китани стремился не навязывать ученикам свой стиль, а создать условия, в которых они сами придут к пониманию игры, её закономерностей и принципов. Судя по всему, ему это вполне удавалось, во всяком случае, известные ученики школы Китани отличаются своеобразными, не похожими один на другой, стилями игры.
За время существования школы через неё прошло более 60 учеников, из которых не менее 50 смогли получить профессиональный ранг. Подготовленные Китани профессионалы в течение четверти века практически безраздельно господствовали в японском го, часть из них сохраняет свои позиции по сей день. Като Масао уже в 1968 году, в возрасте 21 года, имея всего лишь 4 дан, вошёл в лигу Хонъимбо, сохранил на следующий год место в лиге, а в 1969 стал претендентом на титул. В 1971 Исида Ёсио 7 дан выиграл титул Хонъимбо, став самым молодым обладателем этого титула (ему было тогда 22 года), в 1973 он же выиграл турнир лиги Мэйдзин со счётом 8-0, а в 1974 взял и сам титул. В следующем, 1975 году, Мэйдзин был выигран Отакэ Хидэо, в 1976 — Такэмия Масаки. Оба — ученики школы Китани. Уже после смерти Китани высших титулов добились ещё двое его учеников — Тё Тикун и Кобаяси Коити.